# Colasidia
Colasidia is een geslacht van kevers uit de familie van de loopkevers (Carabidae). De wetenschappelijke naam van het geslacht werd voor het eerst geldig gepubliceerd in 1954 door Pierre Basilewsky.

## Soorten
Het geslacht Colasidia omvat de volgende soorten:
- Colasidia abramovi Baehr, 2008
- Colasidia adusta Baehr, 2005
- Colasidia angusticollis Baehr, 1988
- Colasidia atra Baehr, 1997
- Colasidia attenuata Baehr, 1997
- Colasidia avicapitis Baehr, 2011
- Colasidia borneensis Baehr, 1997
- Colasidia brevicornis Baehr, 1988
- Colasidia burckhardti Baehr, 1997
- Colasidia convexior Baehr, 1993
- Colasidia denticollis Baehr, 1997
- Colasidia depressa Baehr, 1997
- Colasidia garainae Baehr, 2000
- Colasidia gerardi Baehr, 1982
- Colasidia globiceps Baehr, 1991
- Colasidia harpago Baehr, 2005
- Colasidia helvetorum Baehr, 1997
- Colasidia kokodae Baehr, 1991
- Colasidia lagadiga (Morvan, 1994)
- Colasidia laticeps Baehr, 1997
- Colasidia loebli Baehr, 1997
- Colasidia longicollis Baehr, 2005
- Colasidia lustrans Baehr, 1991
- Colasidia macrops Baehr, 1990
- Colasidia madang Darlington, 1971
- Colasidia malayica Basilewsky, 1954
- Colasidia mateui Baehr, 1997
- Colasidia monteithi Baehr, 1987
- Colasidia oviceps Baehr, 1997
- Colasidia papua Darlington, 1968
- Colasidia pumila Baehr, 1990
- Colasidia riedeli Baehr, 1990
- Colasidia rougemonti (Morvan, 1994)
- Colasidia similis Baehr, 1997
- Colasidia taylori Baehr, 1988
- Colasidia triangularis Baehr, 1997
- Colasidia wau Baehr, 2004